# Woodcrest (California)
Woodcrest è un census-designated place (CDP) degli Stati Uniti d'America, situato in California, nella contea di Riverside.